# 紐西蘭陸均松
紐西蘭陸均松（學名：Dacrydium cupressinum）是一種大型的常綠樹木，是紐西蘭的特有種。過去曾廣泛稱作red pine（中譯紅松），但這個名字已慢慢由毛利語所起的名字rimu所取代。

## 外觀描述
紐西蘭陸均松是一種生長速度緩慢的樹種，目前最高的可達50米，但普遍樹種一般只有20至30米高。雖然在南島西岸上有純林的存在，但它也常突然出現在溫帶闊葉林內。歷史上有記錄最老最高的一株樹高達61米，據估算該株樹的壽命為800到900歲。位於東格里羅國家公園一個小鎮附近，但現在已不復存在。其主樹幹直徑可達1.5米，但相信更老的樹種將可有更闊的樹幹。
其葉呈螺旋狀排列，尖錐狀，幼樹樹葉可長達7毫米及1毫米闊；成熟期樹葉減短至2至3毫米。雌雄異株，雄性及雌性的毬果在不同的個體樹上；種子在授粉作用後需15個月後才變得成熟。每個成熟毬果上有長6至10毫米脹起的紅色肉質果鱗，並有一枚長4毫米的種子（極少有兩枚）附在其上。常透過當地的鳥類在進食富肉質的果鱗後將種子傳播開去。平均需3至5年才結果一次，而它們也被證實是紐西蘭特有種鸚鵡──鴞鸚鵡的重要食糧。鴞鸚鵡常在陸均松結實期間進行繁殖。

## 分佈

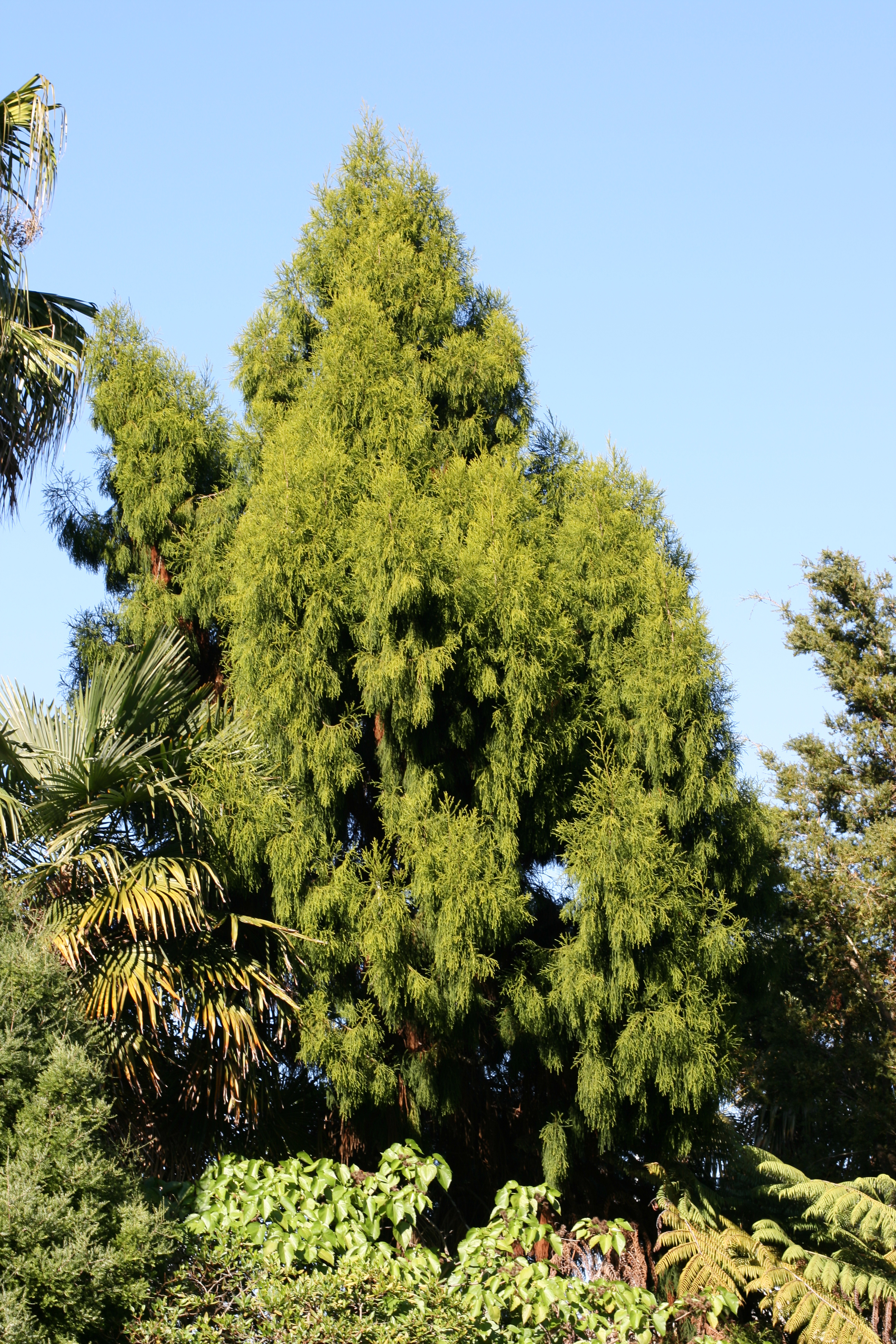
一株年幼的紐西蘭陸均松栽培種

紐西蘭陸均松廣泛分佈於紐西蘭境內，當中包括北島、南島及斯圖爾特島上。雖然現時最密集的種群在紐西蘭的南島上的西岸一帶，但最巨大的樹木群則在陶波附近的羅漢松科植物混合林中。

## 用途
與其他紐西蘭的原生樹木一樣，紐西蘭陸均松也是當地居民主要的木材來源，常用以製作不同類型的家具及建屋之用。也因為此，不少紐西蘭陸均松的原生森林均已不復存在，而紐西蘭政府亦決定不容許再有野生的紐西蘭陸均松被砍伐，而只有少量私人地方種植的才可被砍伐。現時生長速度極快的輻射松已取代紐西蘭陸均松在工業上的地位，而只有少數高級木製家品及小型木製品仍會用上這種樹木作為材料。